# Vrede van Kiel

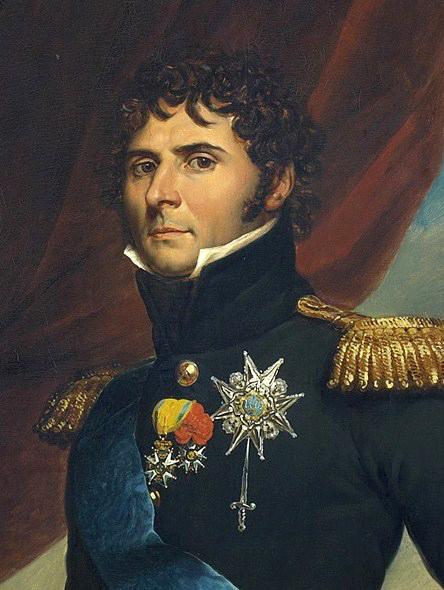
Karel XIV Johan van Zweden

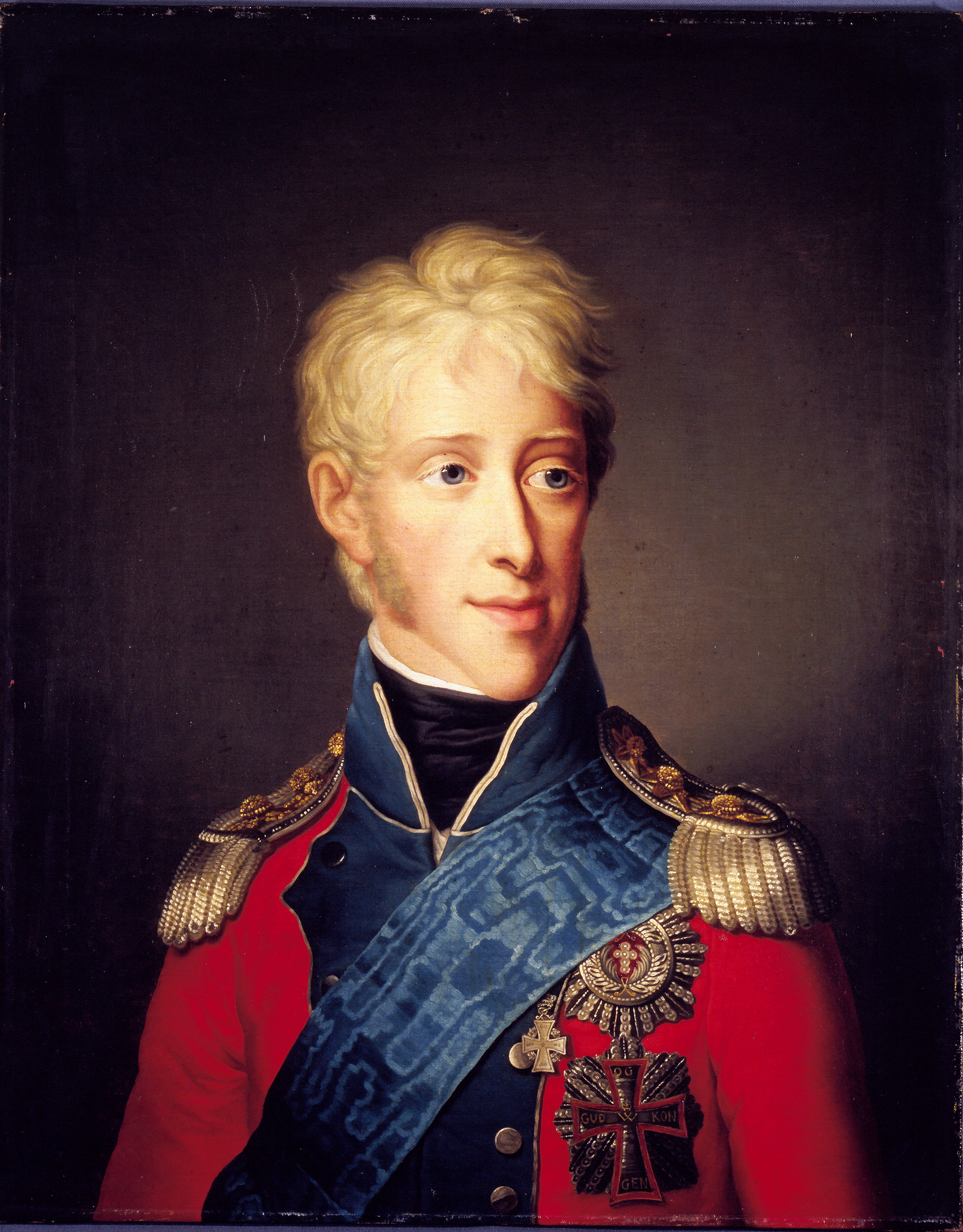
Frederik VI van Denemarken

De Vrede van Kiel (ook Verdrag van Kiel genoemd) was een vredesverdrag tussen Zweden en Denemarken-Noorwegen op 14 januari 1814 waarbij de Denen Noorwegen afstonden aan de Zweden.
Denemarken-Noorwegen had zich tijdens de napoleontische oorlogen geallieerd met Frankrijk, terwijl Zweden zich bij de geallieerden had aangesloten. Na Napoleons nederlaag in de Slag bij Leipzig (1813) viel de Zweedse kroonprins Karel Johan (de voormalige Franse veldmaarschalk Jean-Baptiste Bernadotte) Denemarken binnen en dwong de Deense koning Frederik VI tot vrede.
Het vredesverdrag werd op 14 januari 1814 in de Duitse stad Kiel ondertekend, en hield in dat de Denen Noorwegen zouden afstaan aan Zweden, in ruil voor Zweeds Pommeren (waaronder het eiland Rügen) en een miljoen riksdaler. In het ontwerpverdrag zouden ook de Noorse gebieden Groenland, IJsland en de Faeröer overgaan naar Zweden, maar in het uiteindelijke verdrag werd het Noorse koninkrijk opgesplitst en bleven deze gebieden in Deense handen.
In Noorwegen was weinig animo voor een Zweedse annexatie en al snel kwam een onafhankelijkheidsbeweging op gang, geleid door prins Christiaan van Denemarken, de Deense kroonprins en onderkoning van Noorwegen. Op 10 februari bracht Christiaan een aantal prominente Noren bijeen en verklaarde zijn intentie om de Noorse kroon op te eisen, als koning van een onafhankelijk Noorwegen. Op 17 mei, nu de nationale feestdag van Noorwegen, werd een grondwet aangenomen en prins Christiaan tot koning van Noorwegen verkozen, als koning Christiaan Frederik. In reactie vielen Zweedse troepen in juli Noorwegen binnen, en na een korte oorlog gaf Christiaan Frederik op 10 oktober zijn claim op de Noorse troon op. De Zweedse koning Karel XIII werd verkozen tot koning van Noorwegen, dat in personele unie met Zweden werd verbonden.
Zweeds Pommeren, dat Denemarken in ruil voor Noorwegen had gekregen, was bezet door Pruisen. De Pruisen tekenden een verdrag met Denemarken op 4 juni 1815 en met Zweden op 7 juni waarbij Pruisen het gebied annexeerde in ruil voor Lauenburg en betaling van 2,6 miljoen taler aan Denemarken en 3,5 miljoen taler aan Zweden.